# Municipio de Salt Creek (condado de Holmes)
El municipio de Salt Creek (en inglés: Salt Creek Township) es un municipio ubicado en el condado de Holmes en el estado estadounidense de Ohio. En el año 2010 tenía una población de 4252 habitantes y una densidad poblacional de 54,92 personas por km².

## Geografía
El municipio de Salt Creek se encuentra ubicado en las coordenadas 40°37′43″N 81°49′21″O / 40.62861, -81.82250. Según la Oficina del Censo de los Estados Unidos, el municipio tiene una superficie total de 77.43 km², de la cual 77,28 km² corresponden a tierra firme y (0,18 %) 0,14 km² es agua.

## Demografía
Según el censo de 2010, había 4252 personas residiendo en el municipio de Salt Creek. La densidad de población era de 54,92 hab./km². De los 4252 habitantes, el municipio de Salt Creek estaba compuesto por el 99,34 % blancos, el 0,12 % eran afroamericanos, el 0,05 % eran asiáticos, el 0,02 % eran de otras razas y el 0,47 % eran de una mezcla de razas. Del total de la población el 0,75 % eran hispanos o latinos de cualquier raza.